# Лис американський
Лис американський або американський корсак (Vulpes velox) — вид родини псових (Canidae), ряду хижих. Рідними для американського корсака є трав'янисті прерії Великих рівнин Північної Америки (США). Зафіксовано випадки адаптації до проживання поміж орних земель. Північна межа ареалу сягає Канади.

## Морфологія
Морфометрія. Довжина голови й тулуба: 375—525 мм, хвіст: 225—350 мм, вага: 1.8—3.0 кг, висота 30 см.
Опис. Самці середньому більші за самиць. Взимку шерсть довга й густа; верхня частина тіла жовто-коричнево-сіра; боки, лапи і нижня поверхня хвоста помаранчево-коричневі, низ від жовто-коричневого до чисто білого. Влітку шерсть коротша, жорсткіша й більше червона. V. velox відрізняється від тісно спорідненогоо V. macrotis тим, що має менші вуха, ширшу мордочку і коротший хвіст. Колір кінчика хвоста чорний. Пальці майже сховані під шерстю. Зубна формула: I 3/3, C 1/1, P 4/4, M 2/3 = 42. Самиці мають вісім рівномірно розташованих молочних залоз.

## Поведінка
Для житла використовує нори, або викопані самостійно або взяті у іншого ссавця. Нори, як правило, прості і розташовані на високих, добре дренованих місцях. Тунелі можуть бути 350 см в довжину і приводити до камери, що знаходиться на глибині до 150 см. Нори мають від одного до семи входів. Американський корсак в основному нічний вид, але іноді гріється на сонці вранці біля лігва. Поживою є головним чином зайцеподібні, а також гризуни, птахи, ящірки й комахи. Звичайною соціальною одиницею є пара і їх потомство, але іноді самці живуть з двома дорослими самицями. Шлюбний сезон у штаті Оклахома триває від кінця грудня до початку січня й більшість малюків народжуються в березні або на початку квітня. Величина виводку від трьох до шести малюків. Їхні очі відкриваються через 10–15 днів, відлучення відбувається через 6–7 тижнів, й вони, ймовірно, залишаються з батьками до серпня або до початку вересня. Один американський корсак жив у полоні протягом 12 років і 9 місяців.

## Життєвий цикл
Спарювання відбувається з грудня по лютий, потомство народжуються в лютому — березні. Як правило, народжується чотири або п'ять малят вагою близько 40 грамів кожен. З нори вони виходять на 1 місяць і починають супроводжувати своїх батьків на 3-4 місяців. Сім'я розпадається восени. Один екземпляр V. macrotis у неволі жив 20 років.

## Генетика
Каріотип характеризується диплоїдним числом хромосом, 2n=50.

## Загрози та охорона
Основними загрозами є перетворення природного середовища проживання на орні землі, міжвидова конкуренція з койотом і рудою лисицею, смертність на дорогах, отруєння приманками, які фермери незаконно готують для койотів, намагаючись захистити свою худобу. У Канаді має статус: під загрозою зникнення. Мешкає на природоохоронних територіях.

## Виноски
1. 1 2  Вебсайт [Архівовано 17 листопада 2011 у Wayback Machine.] МСОП
2. 1 2 3  Ronald M. Nowak Walker's carnivores of the world — JHU Press, 2005, p. 76
3. 1 2  Harold J. Egoscue Vulpes velox / Mammalian Species No. 122, 1979, pp. 1–5